# Desmoclystia rubecula
Desmoclystia rubecula là một loài bướm đêm trong họ Geometridae.